# Philippe Simon
Philippe Simon est un journaliste et écrivain français, né le 3 novembre 1958 à Coutances (Manche). Il a été instituteur public, entre 1977 et 1992. Il est également auteur de textes de chansons et de poèmes.

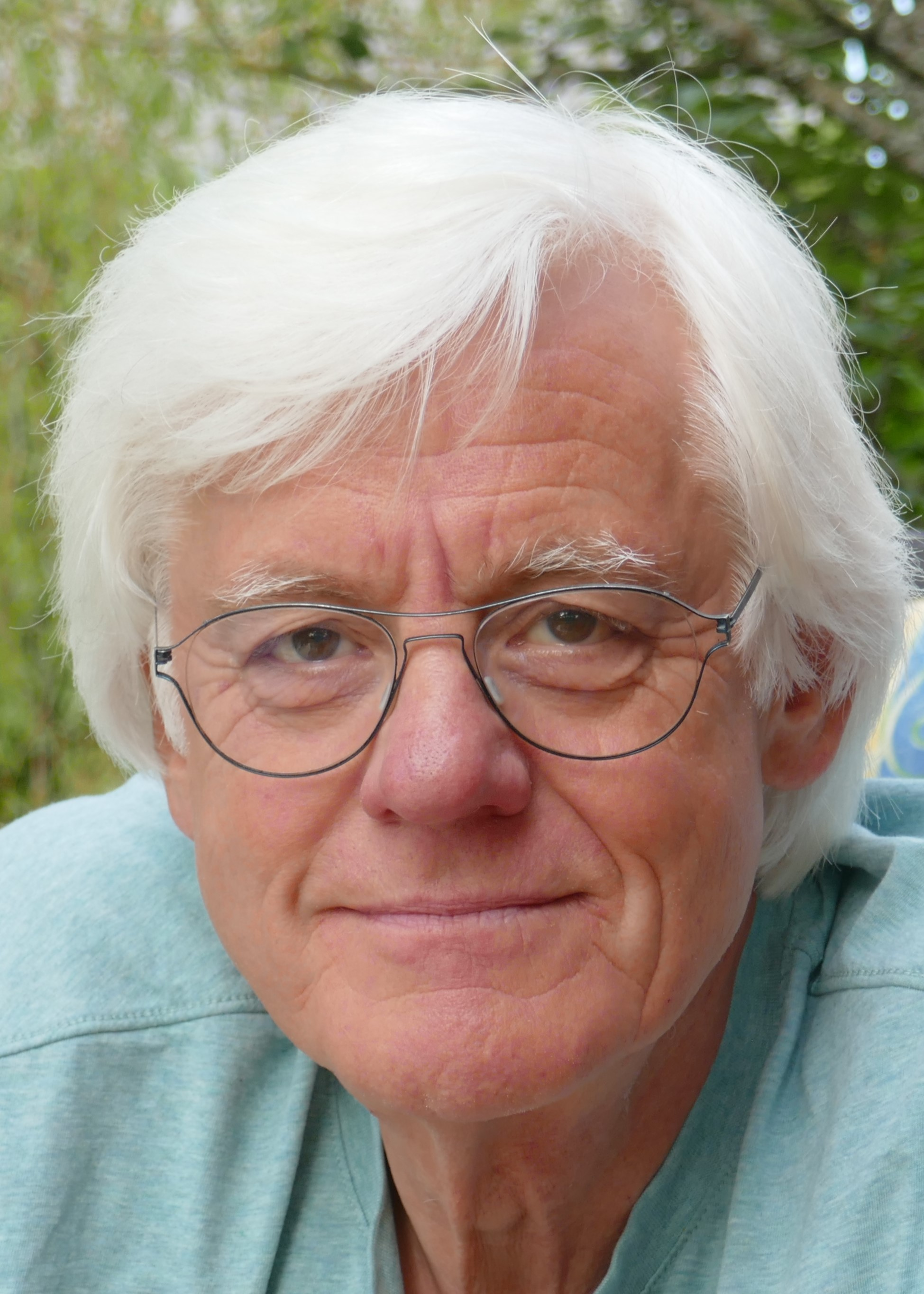
Philippe Simon.

## Biographie
Philippe Simon fait toutes ses études à Coutances, en France. Il obtient son bac littéraire au lycée Charles-François Lebrun, en 1977, puis il entre à l’École normale d’instituteurs de la Manche, à Coutances. Il en sort, diplômé, en 1979, et enseigne dans le département voisin du Calvados, jusqu’en 1992.
À partir de cette date, il est journaliste et auteur de livres documentaires pour enfants. Parallèlement, il continue d’écrire des textes de chansons, des poèmes et des pièces de théâtre dont Pièges à convictions créée à Caen, en 2014. Et un roman, Dumont d’Urville, chronique imaginaire, dans lequel ses personnages d’aujourd’hui rêvent qu’ils revivent le voyage de l’explorateur normand.

### Auteur de textes de chansons
Passionné de chansons, il fait lire ses premiers textes à un autre normand et coutançais, le chanteur Jean-Marie Vivier qui l’encourage puis met en musique sa chanson Les vieux marins, en 1977.
Philippe Simon rencontre d’autres interprètes : Yves Desnos, Christian Cornu, Gérard Delon qui met en musique Entre me taire et m’en aller, Jean-Jacques Michenaud, le groupe de chansons de marins Strand Hugg qui enregistre J’ai roulé bourlingué.
Philippe Simon a réuni une centaine de ses textes dans En vers et entre nous, un recueil auto-édité, en 2008.

### Auteur de poèmes
Parallèlement, il écrit des poèmes publiés dans les revues Noréal, Nard, Traces, La Corde raide et dans plusieurs anthologies parues chez Bruno Doucet. En 2009, aux Éditions de la Lieutenance, il publie Honfleur de miel et de gris, qui illustre des aquarelles de Sylvia Cicchi.

### Journaliste
En 1993, Philippe Simon devient journaliste. Il entre à la rédaction du Marin, hebdomadaire d’informations professionnelles, filiale du groupe Ouest-France. Il s’y occupe de pêche et de cultures marines. Il se voit confier la rédaction en chef de L’Ostréiculteur français, mensuel dédié à la conchyliculture.
En 2002, il entre à la rédaction d’Ouest-France. Il est reporter dans les rédactions de Trouville-sur-Mer puis Bayeux, dans le Calvados. En 2010, il prend en charge l’actualité de l’éducation au sein de la rédaction générale à Rennes. Et, en 2016, il développe les supports d’information à destination de la jeunesse, avec dimoitou news et en particulier les dossiers du site L'actu en classe, destiné aux élèves d’écoles primaires et de collèges.

### Auteur de livres documentaires pour enfants
Depuis 1991, Philippe Simon a publié plus d’une trentaine d’ouvrages documentaires pour les enfants. En particulier aux Éditions Fleurus enfants, dans la collection L’imagerie : L’imagerie du corps humain (1993), L’imagerie des inventions (2002), L’imagerie des chevaliers (2006), L’imagerie des bateaux (2014), L’imagerie des trains (2015)… Il publie également Les œufs, aux éditions du Ricochet.

### La lecture, de la passion à l’enseignement
De sa vie d’instituteur, Philippe Simon a gardé une passion pour l’apprentissage de la lecture. Il en a témoigné dans Les méthodes de lecture de notre enfance un splendide ouvrage paru aux Éditions de La Martinière, qui montre une trentaine de méthodes utilisées dans les écoles, entre 1920 et 1980. Les pages sont illustrées de nombreuses reproductions. On y retrouve ainsi les grands classiques : La Méthode Boscher, Rémi et Colette, Daniel et Valérie, Poucet et son ami… Le livre est préfacé par Philippe Delerm. En 2018, Philippe Simon publie L'école : Guide complet pour découvrir l'histoire et l'organisation du système éducatif, en collaboration avec Clotilde Simon, conseillère principale d’éducation dans un lycée polyvalent de l’académie de Créteil. L'ouvrage est préfacé de Philippe Meirieu, et qualifié par Claude Lelièvre « d'ouvrage extra-ordinaire » qui « peut être d’un grand secours pour chacun (usager ou acteur de l’École; ou même spécialiste de son histoire ou de son organisation sur tel ou tel point…) ».

### Documentaires pour enfants, écrits seul ou en collaboration
- 1991 : Hachette vacances, cahiers de devoirs de vacances, Éditions Hachette
- 1992 : 365 questions-réponses pour s’amuser, Éditions Lito
- 1993 : 365 devinettes à croquer, Éditions Lito
- 1993 : L’imagerie du corps humain, Éditions Fleurus enfants
- 1994 : Ma première encyclopédie, Éditions Lito
- 1994 : Dictionnaire Nature & jeux, Éditions Fleurus enfants
- 1995 : Animaux des forêts, Éditions MFG
- 1995 : Animaux des océans, Éditions MFG
- 1995 : Corps humain en transparence, Éditions MFG
- 1996 : Dictionnaire Histoire & jeux, Éditions Fleurus enfants
- 2000 : L’imagerie de la vie des enfants, Éditions Fleurus enfants
- 2001 : L’imagerie de la ville, Éditions Fleurus enfants
- 2002 : L’imagerie des inventions, Éditions Fleurus enfants
- 2003 : Égypte ancienne, Éditions Fleurus enfants, coll. Imagia
- 2004 : L’imagerie des petits gourmands, Éditions Fleurus enfants
- 2005 : Les inventions, Éditions Fleurus enfants, coll. Imagia
- 2006 : Merveilles du monde, Éditions Fleurus enfants, coll. Imagia
- 2006 : L’imagerie des chevaliers, Éditions Fleurus enfants
- 2007 : L’imagerie des pirates, Éditions Fleurus enfants,
- 2008 : Les Romains, Éditions Fleurus enfants, coll. Imagia
- 2009 : L’imagerie des pompiers, Éditions Fleurus enfants
- 2009 : Histoire de France, Éditions Fleurus enfants, coll. Imagia
- 2010 : L’imagerie des cow-boys et les Indiens, Éditions Fleurus enfants
- 2011 : Le corps, Éditions Fleurus enfants, coll. Imagia
- 2012 : L’imagerie des camions, Éditions Fleurus enfants
- 2013 : L’imagerie des petits jardiniers, Éditions Fleurus enfants[4]
- 2013 : Les minéraux, Éditions Fleurus enfants, coll. Grande imagerie
- 2014 : L’imagerie des bateaux, Éditions Fleurus enfants
- 2015 : L’imagerie des trains, Éditions Fleurus enfants
- 2015 : Les œufs, Éditions du Ricochet, coll. Je sais ce que je mange
- 2016 : La France, Éditions Fleurus enfants, coll. Grande imagerie
- 2018 : L’imagerie des c'était quand, Éditions Fleurus enfants
- 2021 : Le D.Day, c'est quoi ?, Éditions Ouest-France
- 2025 : L'imagerie, La montagne, Éditions Fleurus
- 2025 : Les monuments de Paris, Éditions Fleurus, coll. Grande imagerie
- 2025 : Les transports, Éditions Fleurus, coll. Pour les enfants

### Pour adultes
- 1987 : Dumont d’Urville, chronique imaginaire, roman, Éditions Charles-Corlet
- 2000 : Les pêches maritimes françaises, Éditions Puf, coll. « Que sais-je ? »
- 2008 : Ports de France, Éditions Dakota
- 2009 : Honfleur de gris et de miel, avec des aquarelles de Sylvia Cicchi, Éditions de La Lieutenance
- 2011 : Le jardin des personnalités de Honfleur, Éditions de La Lieutenance
- 2013 : Les méthodes de lecture de notre enfance, préface de Philippe Delerm, Éditions La Martinière
- 2017 : La Normandie pour les nuls, Editions First[5]
- 2018 : L'école : Guide complet pour découvrir l'histoire et l'organisation du système éducatif, en collaboration avec Clotilde Simon, préface de Philippe Meirieu, éditions Eyrolles[3]
- 2021 : Haïcontes, nouvelles, Éditions Le Lys bleu
- 2022 : Tyrannie de la poussière, Cactus inébranlable éditions
- 2025 : Le miroir des eaux selon Monet, Ateliers Henry Dougier .
- 2025 : Ainsi parlait Barbey d'Aurevilly, Éditions Arfuyen

### Théâtre
- 1982 : La lande des quatre horizons, lue à la Comédie de Caen
- 2014 : Pièges à convictions, créée par la Compagnie Amaprose, avec Dominique Boisjoly et Marie Bisson, mise en scène de Gérald Frémont